# Michel Larivière
Michel Larivière, pseudonyme de Michel Soulez Larivière, né le 23 mai 1934, est un écrivain français auteur de plusieurs livres sur l'homosexualité et la bisexualité, notamment dans l'histoire et dans la culture.

## Biographie
Fils de Furcy Soulez et de son épouse, née Larivière, Michel Larivière est le frère aîné de l'avocat Daniel Soulez Larivière et le cousin germain du philosophe Philippe Soulez.
Après des études littéraires, terminées avec un certificat de licence de lettres, Michel Larivière a été lauréat au concours du Conservatoire national supérieur d'art dramatique, et stagiaire durant trois ans à la Comédie-Française. Il a joué Les Fourberies de Scapin avec Robert Hirsch en 1958 au Théâtre français, Oscar avec Louis de Funès en 1961 à la Porte Saint Martin, et Tartuffe avec Francis Blanche en 1962 au Palais-Royal.
Il a également tourné dans quelques films, dont Lagardère, avec Jean Piat, et Les malheurs de Sophie de Jean-Claude Brialy.
Engagé à l'O.R.T.F. en 1963, il exerce ses fonctions auprès de Georges-Emmanuel Clancier, directeur du Service central des projets, avec la responsabilité de la sélection des projets de films dramatiques et historiques, et termine sa carrière de fonctionnaire en 1976.
Après l'éclatement de l'ORTF., il s'est consacré à des recherches historiques sur l'homosexualité et la bisexualité masculine.
De 2009 à 2013, Michel Larivière a écrit une chronique mensuelle dans le magazine Têtu : « On vous l'a caché à l'école ».
Il est également conférencier occasionnel.
En 2016, les parties de son ouvrage Femmes d'homosexuels célèbres consacrées à Jules Verne sont critiquées par Laurence Sudret, qui, dans un article du Bulletin de la Société Jules Verne, évoque sa « superficialité » et son « manque de rigueur scientifique ».

## Télévision
Depuis 2015, il participe à l'émission de télévision Secrets d'histoire présentée Stéphane Bern[réf. nécessaire].
Il a notamment collaboré à un numéro consacré à  Louis XIV, intitulée Louis XIV, l'homme et le roi, diffusé le 1er septembre 2015 sur France 2.
Il a également participé à un numéro  consacré à Wallis Simpson, intitulé Wallis : la sulfureuse duchesse de Windsor diffusé le 6 septembre 2016 sur France 2.

## Publications
- Les amours masculines : anthologie de l'homosexualité dans la littérature (préf. de Dominique Fernandez), Paris, Lieu Commun, 1984, 542 p. (ISBN 2-86705-027-8)[6],[7]
- À poil et à plume, Paris, Régine Deforges Éditions, 1987, 175 p. (ISBN 2-905538-22-8)
- Homosexuels et bisexuels célèbres : le dictionnaire, Paris, Delétraz Éditions, 1997, 393 p. (ISBN 2-911110-19-6)[8],[9]
- Pour tout l'amour des hommes : anthologie de l'homosexualité dans la littérature, Paris, Delétraz Éditions, 1998, 383 p. (ISBN 2-911110-21-8)[10]
- Les amours masculines de nos grands hommes, Paris, La Musardine, 2014, 414 p. (ISBN 978-2-84271-760-5)[1]
- 12 biographies dans Dictionnaire des sexualités, sous la direction de Janine Mossuz-Lavau, Paris, Laffont, 2014  (ISBN 978-2-221-13087-2)
- Femmes d'homosexuels célèbres, Paris, La Musardine, 2016, 141 p.  (ISBN 978-2-84271-769-8)[3]
- Dictionnaire historique des homosexuel-le-s célèbres, Paris, La Musardine, 2017, 493 p.  (ISBN 978-2-84271-779-7)